# Thioxanthon
Thioxanthon ist eine heterocyclische Verbindung, die zu den Sulfiden und Ketonen zählt. Es ist ein Schwefelanalogon von Xanthon. Das Reduktionsprodukt ist Thioxanthen (CAS-Nr. 261-31-4).

## Vorkommen und Darstellung
Die Darstellung von Thioxanthon erfolgt durch die Reaktion von Diphenylsulfid mit Phosgen in Gegenwart von Aluminiumchlorid als Katalysator. Diese Synthese kann als ein Sonderfall der Friedel-Crafts-Acylierung betrachtet werden.

## Eigenschaften und Verwendung
Thioxanthon löst sich in konzentrierter Schwefelsäure mit gelber Farbe zu einer Flüssigkeit mit intensiv grüner Fluoreszenz. Ein Gemisch aus den Derivaten 2- und 4-Isopropylthioxanthon (ITX) findet Verwendung in der Druckindustrie, die Anwendung in der Herstellung von Lebensmittelverpackungen ist umstritten.